# M.E.J.M. Stoffels
Marcel Elbert Jozef Marie Stoffels (Brunssum, 27 juni 1914 - Vught, 11 augustus 1944) was een Nederlands verzetsman.
Stoffels was onder de schuilnaam Starkenborg actief voor de LO en OD. Hij hield hij zich onder meer bezig met de hulp aan gestrande geallieerde piloten, het verspreiden van de illegale pers en de uitgifte van vervalste persoonsbewijzen. 
Hij was eerst in de omgeving Apeldoorn actief, maar dook in Roermond onder, toen de leden van het Nederlandse leger in krijgsgevangenschap werden teruggevoerd. Hij werd op 9 juni 1944 door de SD in Den Bosch opgepakt met zijn plaatsgenoten Adrianus Dahmen en Jacob Janssen als gevolg van verraad van de V-Mann Joop de Heus.  Hij werd in eerste instantie in de Polizei- und Untersuchungsgefängnis Haaren en later in Kamp Vught ondergebracht, alwaar hij tezamen met onder andere Janssen op 11 augustus 1944 op de schietbaan gefusilleerd werd. Dahmen werd daar acht dagen later geëxecuteerd.